# McCook (Nebraska)
McCook è una città degli Stati Uniti d'America, nella contea di Red Willow nello Stato del Nebraska.